# Відносини Боснія і Герцеговина – Німеччина

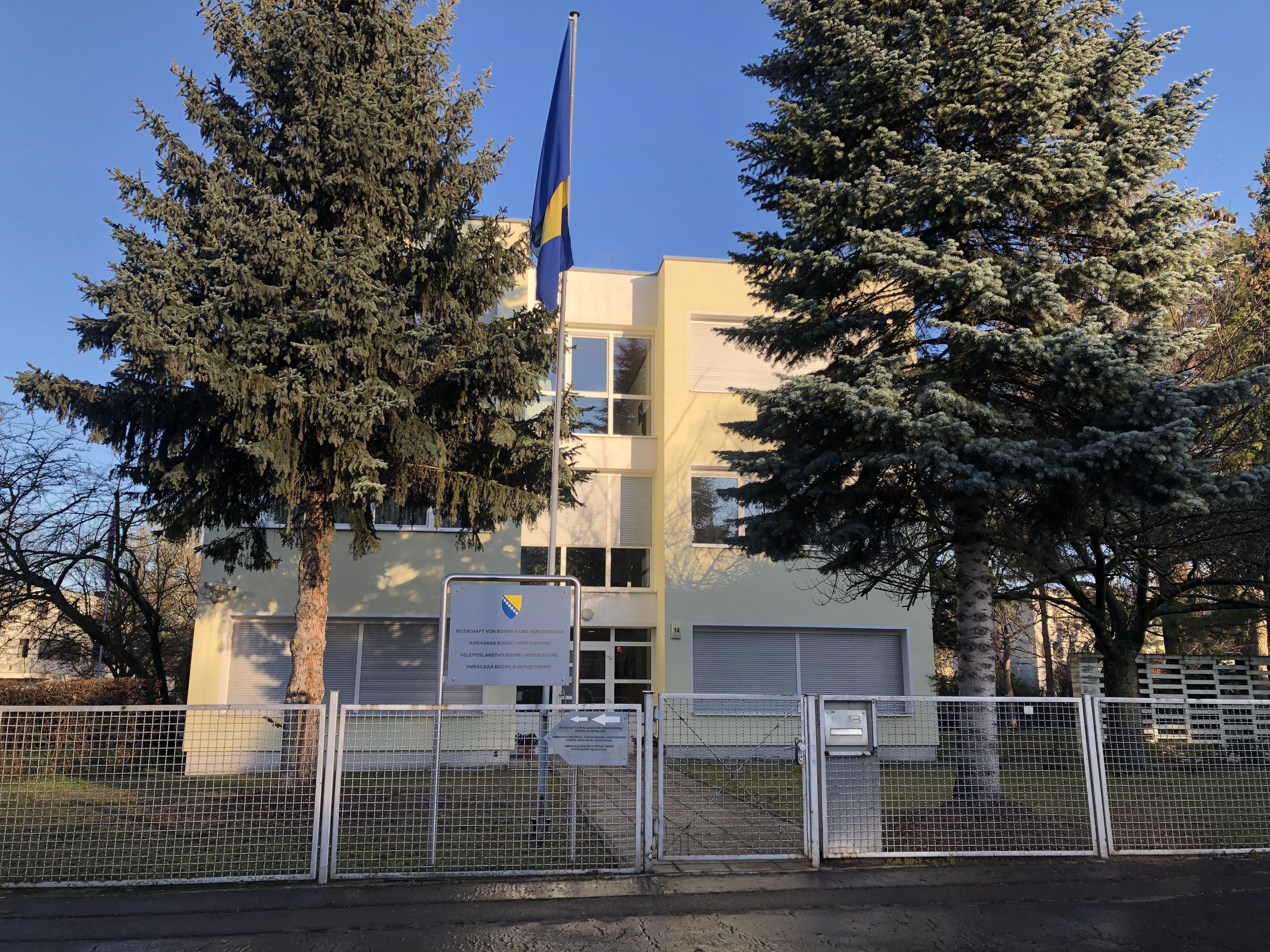
Посольство Боснії і Герцеговини, Берлін

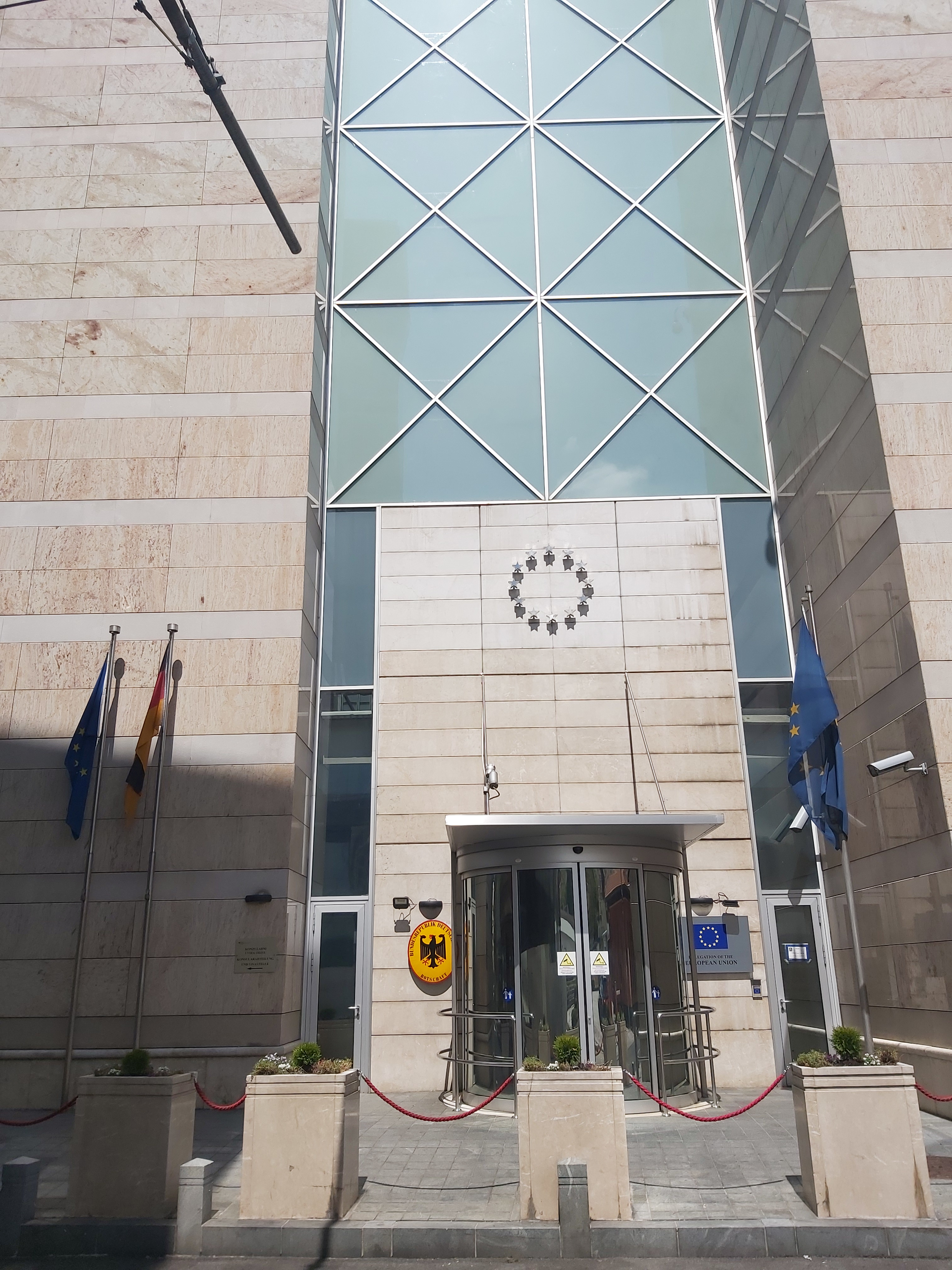
Посольство Німеччини, Сараєво

Відносини Боснії та Герцеговини та Німеччини — двосторонні відносини між Боснією та Герцеговиною та Федеративною Республікою Німеччина . Дипломатичні відносини між Боснією і Герцеговиною та Німеччиною розпочались ще з 1992 року. Боснія і Герцеговина має посольство в Берліні та генеральні консульства у Франкфурті-на-Майні, Мюнхені та Штутгарті . Німеччина має посольство в Сараєво .
Обидві країни є членами Організації з безпеки та співробітництва в Європі (ОБСЄ) та Ради Європи . Боснія і Герцеговина є кандидатом на вступ до ЄС, а Німеччина також є членом ЄС .

## Історія
Наприкінці 13 чи на початку 14 століття до Боснії з Угорщини прибули німецькі шахтарі, що називались саксами. З 1878 і 1908 років відповідно Боснія і Герцеговина була частиною Австро-Угорщини і, таким чином, автоматично стала союзником Німецької імперії в Першій світовій війні . Після війни, яку приграли Центральні держав, місто стало частиною новоствореної Югославії .
Під час Другої світової війни держави Осі на чолі з Німеччиною проголосили " Незалежну державу Хорватія " після вторгнення в Югославію в 1941 році. Крім Хорватії, до її складу входила вся Боснія і Герцеговина. До 1945 року країна перебувала під німецькою окупацією. Після закінчення війни Боснія і Герцеговина була частиною тодішньої соціалістичної Югославії. Під час падіння комунізму у Східній Європі Югославія почала розпадатися . Німеччина визнала незалежність країни 6 квітня 1992 року, а того ж року в листопаді встановила дипломатичні відносини.
Під час Боснійської війни Німеччина прийняла найбільше боснійських біженців з усіх країн ЄС і працювала зі своїми міжнародними партнерами, щоб знайти мирне вирішення конфлікту, а саме через Міжнародну контактну групу, а потім Дейтонські угоди, які завершили війну. Після закінчення війни Німеччина була віддана Боснії та Герцеговині різними способами, наприклад, у рамках співробітництва в галузі розвитку та SFOR або, починаючи з 2004 року, місії EUFOR Operation Althea, і сьогодні є однією з найбільших у країні важливих європейських партнерів, також у своїх зусиллях наблизити його до Європейського Союзу.

## Економічні відносини
Обсяг торгівлі між двома країнами в 2021 році склав 2,1 млрд євро. Німеччина є важливим партнером, що підтримує розвиток допомогаючи Боснії та Герцеговини. Кредитна Установа для Відбудови та Німецьке товариство міжнародного співробітництва працюють в країні.